# ワルツ第13番 (ショパン)
ワルツ第13番（ワルツだいじゅうさんばん）変ニ長調作品70-3は、フレデリック・ショパンが1829年に作曲したワルツで、死後の1855年に友人ユリアン・フォンタナによって出版された。自筆譜は現存しない。
遺作のワルツは数多い中、二重奏に近い甘い旋律で人気がある。少年時代に恋心を寄せていたコンスタンツィア・グワドコフスカ（Konstancja Gładkowska）に捧げる意図があったといわれるが、この曲に言及したとされる手紙の現物が残されていないこともあり、疑問視されている。
ショパンはマズルカと異なり、ワルツは生前にわずかしか発表しておらず、遺作は習作の単純なものが多い。しかし本作は後の作曲である第5番（大円舞曲）にも現れるクロスリズムがすでに登場しているなど、少年時代の作に収まらない完成品である。
モデラート。冒頭は中声部半音階と高音部との二重唱を左手ワルツリズムが支える。中間部は変ト長調。